# Józef Ożegalski
Józef Ignacy Ożegalski (ur. 13 marca 1848 w Ochli, zm. 13 grudnia 1922) – polski publicysta, pisarz, autor wspomnień powstańczych, powstaniec styczniowy.

## Życiorys

### Powstanie styczniowe
Ożegalski uczęszczał wraz z swoim bratem Stanisławem do gimnazjum w Radomsku, następnie uczył się w Instytucie Technicznym w Krakowie. W 1863 r., w wieku 15 lat, opuścił szkołę i dołączył do oddziału Antoniego Jeziorańskiego, służył jako sztrzelec w kompanii Zygmunta Koskowskiego (partia Mariana Langiewicza). Po upadku oddziałów Langiewicza Józef został schwytamy do niewoli przez Austriaków. Po uciecze z miejsca uwięzienia udał się do swojego wuja Ignacego Suchorzewskiego, właściciela Mielca.
W kwietniu 1863 r. Ożegalski zaciągnął się do oddziału Andrzeja Łopackiego i odbył kampanię wiosenną pod rozkazami Dionizego Czachowskiego. Ostatnią wyprawę odbył wraz z bratem Stanisławem pod rozkazami Zygmunta Jordana (czerwiec 1863), służąc w tzw. Złotej Legii. Po klęsce wyprawy pod Komorowem Ożegalski wraz z  bratem dostali się do niewoli rosyjskiej. Przewiezieni do więzienia w Kielcach, wkrótce doczekali się zwolnienia ze względu na młody wiek i skuteczne działania matki u rosyjskiego dowódcy, generała Ksawerego Czengierego.

### Pisarz i działacz
Po klęsce powstania styczniowego Ożegalski powrócił do Krakowa by ukończyć przerwaną naukę w instytucie Technicznym. Następnie za namową wuja Ignacego Suchorzewskiego, osiadł w zakupionym przez ojca majątku Kamionna w powiecie bocheńskim. W roku 1879 opublikował broszurę Uwagi myśliwskie dla wszystkich myśliwych, w której podał m.in. projekt powołania Towarzystwa Myśliwskiego. Ożegalski zamieszczał również publikacje w „Łowcu” i „Czasie”. Był autorem obszernych pamiętników Wspomnienia z krwawych czasów z roku 1863 wydanych własnym nakładem w roku 1893 i wznowionych w roku 1908. Fragmenty  tych wspomnień ukazały się ponadto w zbiorze Rok 1863. Obrazy i wspomnienia], wydanym w roku 1916. W 1907 r. Ożegalski otrzymał honorowe członkostwo Akademii Adama Mickiewicza w Bolonii. Pełnił liczne funkcje społeczne i samorządowe. Był m.in. członkiem Rady Powiatowej Bocheńskiej, członkiem Komitetu Narodowego Ziemi Brzeskiej (1914 r.), delegatem do Towarzystwa Kredytowego Ziemskiego we Lwowie, Towarzystwa Wzajemnych Ubezpieczeń w Krakowie i Galicyjskiego Towarzystwa Łowieckiego.

### Zasłużony bohater wolnej Polski
Po odzyskaniu niepodległości w 1918 r., jako weteran Ożegalski otrzymał stopień podporucznika, a 5 sierpnia 1921 r. odznaczony został Krzyżem Walecznych. Pochowany został w grobowcu rodzinnym na cmentarzu parafialnym w Trzcianie podczas uroczystości żałobnych z udziałem licznego duchowieństwa, ziemian, chłopów i żołnierzy. We wspomnieniu pośmiertnym, zamieszczonym w „Wiadomościach Krakowskich”, anonimowy autor napisał:

...Cienie śp. Zmarłego cieszą się honorami wojskowymi, oddanymi przy pogrzebowych obrzędach. Gościnny dwór w Kamionnej przechowa tradycje żołnierza – rolnika, zostawiając niewygasłą pamięć po sobie w sercach ludności wiejskiej – przyjaciół i sąsiadów...

## Życie prywatne
W małżeństwie zawartym 18 listopada 1882 roku z Marią Dylewską (ur. 9 kwietnia 1865, zm. 7 października 1928) Ożegalski miał pięcioro dzieci:
- Zofię (1883–1959), żonę Alfreda Słoneckiego (1864–1911), pułkownika austriackiego
- Franciszka Józefa (1886–1951), ożenionego z Teodorą Łazarską (1892–1965)
- Stanisława Juliana  (1889–1942), ożenionego ze Stefanią Targowską (1896–1920) a po jej śmierci w czasie porodu, ożenionego  po raz drugi z Lesławą z Zaleskich Kozikową (1893–1966), zamordowanego w obozie w Oświęcimiu
- Józefa Szczęsnego (1892–1915), oficera wojsk austriackich poległego na polu bitwy pod Zawadką
- Irenę (1896–1967), żonę Aleksandra Romera (1895–1941), właściciela Jodłownika